# Grouméra
Grouméra is een gemeente (commune) in de regio Kayes in Mali. De gemeente telt 11.500 inwoners (2009).
De gemeente bestaat uit de volgende plaatsen:
- Groumera
- Kamiko
- Kassé - Kara
- Kérouané
- Kidinga
- Lamé
- Missira Maure
- Missira Sarakolé
- Toudou